# 射精後不応期
射精後不応期（しゃせいごふおうき）とは、男性が性行為あるいは自慰行為での射精により、興奮状態が急激に鎮まる心理状態のことをいう。俗に「賢者タイム」とも呼ばれている。マスターズ・ジョンソン共著「人間の性反応」では、「無反応期」と書かれている。この間は性欲を完全に失い、至って冷静になり、虚無感に襲われる。またこのときにペニスへ刺激を与えようとすると男性は非常に苦痛を感じる。

## メカニズム
性行為時は無防備になるため、動物の本能として外敵からの攻撃に備えられるよう精神状態を安定させるため、下垂体からプロラクチンが分泌されることで起こる現象である。